# Canard Voisin
Dimensions

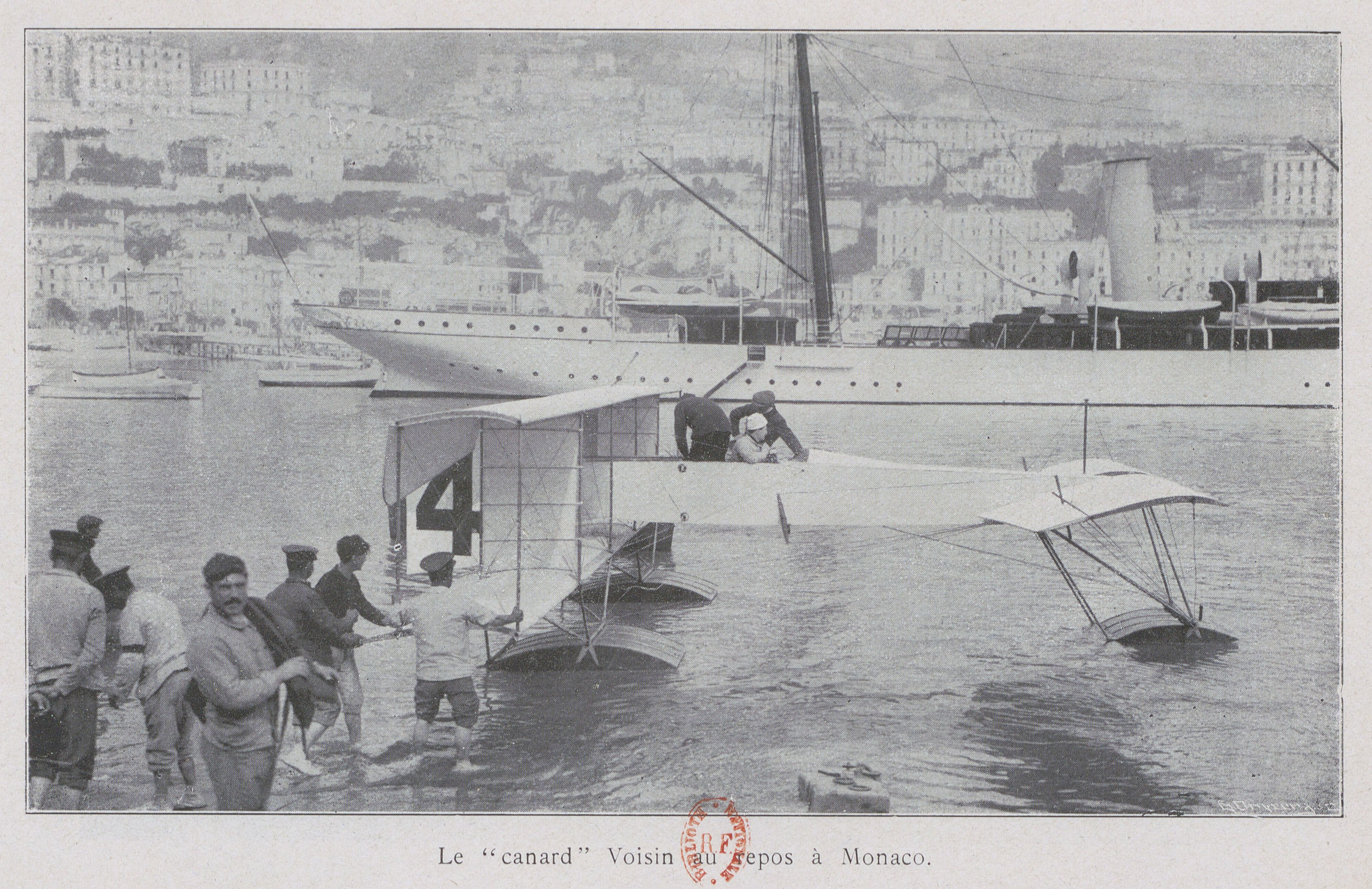
Le canard Voisin à Monaco.

Le Canard Voisin est un hydravion conçu et réalisé par les frères Voisin.

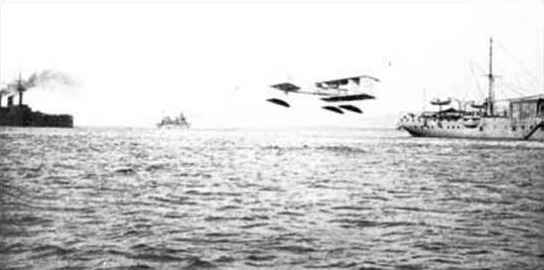